# ون وایلدر: سال تازه وارد
ون وایلدر: سال تازه وارد (انگلیسی: Van Wilder: Freshman Year) سومین فیلم از مجموعه ون وایلدر و پیش درآمدی برای ون وایلدر است  که در سال ۲۰۰۹ منتشر شد. از بازیگران آن می‌توان به جاناتان بنت، کریستین کاوالری، و کرت فولر اشاره کرد.